# Choloma (ort)
Choloma är en ort i Honduras.   Den ligger i departementet Departamento de Cortés, i den västra delen av landet, 190 km norr om huvudstaden Tegucigalpa. Choloma ligger 41 meter över havet och antalet invånare är 139 100.
Terrängen runt Choloma är platt åt sydost, men åt nordväst är den kuperad. Runt Choloma är det mycket tätbefolkat, med 1 754 invånare per kvadratkilometer. Närmaste större samhälle är San Pedro Sula, 14,5 km sydväst om Choloma. Omgivningarna runt Choloma är en mosaik av jordbruksmark och naturlig växtlighet.